# Lecane latissima
Lecane latissima är en hjuldjursart som beskrevs av Yamamoto 1955. Lecane latissima ingår i släktet Lecane och familjen Lecanidae. Inga underarter finns listade i Catalogue of Life.